# 道奇縣 (威斯康辛州)
道奇縣（英語：Dodge County）是美國威斯康辛州東南部的一個縣。面積2,349平方公里。根據美國2000年人口普查，共有人口85,897人。縣治朱諾 (Juneau)。
成立於1836年，以紀念代表威斯康辛準州州長亨利·道奇。